# Državna cesta D224
D224 je državna cesta u Hrvatskoj. Ukupna duljina iznosi 34,2 km.